# Редкодуб (Красногвардейский район)
Редкоду́б — посёлок в Красногвардейском районе Белгородской области. Входит в состав Веселовского сельского поселения.

## География
Посёлок находится на расстоянии 25 км к западу от города Бирюч, административного центра района.

### Часовой пояс
Посёлок Редкодуб, как и вся Белгородская область, находится в часовой зоне МСК (московское время). Смещение применяемого времени относительно UTC составляет +3:00.

## Население
| 2002 | 2010 |
| ---- | ---- |
| 5    | →5   |